# René Dary
René Dary (18 de julio de 1905 – 7 de octubre de 1974) fue un actor cinematográfico, televisivo y teatral de nacionalidad francesa.

## Biografía
Su verdadero nombre era Anatole Antoine Clément Mary, y nació en París, siendo su padre el artista de café-concert Abélard, conocido como el Comique Idiot.
Fue uno de los actores franceses que más jóvenes iniciaron su carrera cinematográfica. En efecto, se le vio en la gran pantalla, en la época del cine mudo, desde los tres años de edad y bajo el nombre de Bébé Abelard, bajo la dirección de Louis Feuillade. Con él rodó cerca de ochenta cortometrajes en tres años.
A partir de 1916 debutó en escena junto a Lucien Guitry, aunque pronto dejó el mundo del teatro para ayudar a su padre a gestionar una sala de cine en un barrio de París. Sin embargo, más tarde volvió al teatro, siendo intérprete de las obras Le Temps des cerises (de J.L. Roncoroni), Marius (de Marcel Pagnol) y Ce soir à Samarcande (de Jacques Deval).
Entre sus papeles cinematográficos más destacados figuran el de Nestor Burma en 120, rue de la Gare, Riton, el cómplice de Jean Gabin en Touchez pas au grisbi, y el alcalde en Les Risques du métier, con Jacques Brel. De sus comienzos destacaron sus actuaciones en Le Révolté (1938) y en Le Carrefour des enfants perdus (1943). 
Buen deportista, René Dary fue también boxeador en los años 1930 con el nombre de Kid René, dedicándose además al music-hall con el seudónimo René Duclos. Dary participó en operetas como Normandie, de Paul Misraki, y Trois valses, de Oscar Straus. Entre 1934 y 1937 formó parte del elenco del Théâtre des Bouffes-Parisiens.
Considerado un probable sustituto de Jean Gabin, que había abandonado Francia durante la Ocupación, fue uno de los varios actores de moda de la época (Suzy Delair, Junie Astor, Danielle Darrieux, Albert Préjean, Viviane Romance, etc.) que viajaron a Berlín invitados por el gobierno alemán.
Dary fue también actor televisivo, participando en series como Les Cinq Dernières Minutes, en los episodios On a tué le mort y Les Enfants du Faubourg, pero no fue hasta 1965 que adquirió una gran notoriedad al encarnar al comisario Ménardier en la célebre serie Belphégor ou le Fantôme du Louvre, de Claude Barma, con Juliette Gréco y François Chaumette. También fue el comisario Lefranc en siete episodios de la serie Les Compagnons de Baal, en 1968. 
La última vez que rodó para la gran pantalla fue en 1968, en la película Goto, l’île d’amour, de Walerian Borowczyk, y su actuación televisiva final llegó en 1974 con Une affaire à suivre. 
Secundario a lo largo de toda su carrera, fue epítome del francés pequeño, luchador y con mal humor, aunque de buen corazón. Además de su faceta interpretativa, Dary también escribió novelas, como Express 407.
René Dary falleció en 1974 en Plan-de-Cuques, Francia, siendo enterrado en L'Isle-sur-la-Sorgue.

## Filmografía

### Cine
- 1910 : Le Louis de vingt francs, de Louis Feuillade
- 1910 : Serie de Bébé, dirigida por Louis Feuillade : Bébé Apache, Bébé fume, Bébé moraliste, Bébé nègre, Bébé pêcheur
- 1911 : Serie de Bébé, de Louis Feuillade : Bébé à la ferme, Bébé a la peste, Bébé a le béguin, Bébé a lu la fable, Bébé agent d'assurances, Bébé au Maroc, Bébé candidat au mariage, Bébé chemineau, Bébé corrige son père, Bébé court après sa montre, Bébé devient féministe, Bébé est au silence, Bébé est myope, Bébé est neurasthénique, Bébé est socialiste, Bébé est somnambule, Bébé est sourd, Bébé et la Danseuse, Bébé et le vieux marcheur, Bébé et sa propriétaire, Bébé et ses grands-parents, Bébé et son âne, Bébé fait chanter sa bonne, Bébé fait du cinéma, Bébé fait son problème, Bébé fait visiter Marseille, Bébé flirt,  Bébé Hercule, Bébé hypnotiseur, Bébé la terreur, Bébé marchand des quatre saisons, Bébé marie son oncle, Bébé millionnaire, Bébé philanthrope, Bébé pratique le jiu-jitsu, Bébé prestidigitateur, Bébé protège sa sœur, Bébé roi, Bébé tire la cible, Bébé veut imiter Saint-Martin, Bébé fait une fugue, Le Noël de Bébé
- 1911 : Le Bracelet de la marquise, de Louis Feuillade
- 1912 : Serie de Bébé, de Louis Feuillade : Bébé adopte un petit frère, Bébé artiste capillaire, Bébé chez le pharmacien, Bébé colle les timbres, Bébé est perplexe, Bébé est un ange gardien, Bébé et la carpe reconnaissante, Bébé et la lettre anonyme, Bébé et la levrette, Bébé et le financier, Bébé et le satyre, Bébé fait du spiritisme, Bébé jardinier, Bébé et sa gouvernante anglaise, Bébé juge, Bébé marie sa bonne, Bébé pacificateur, Bébé persécute sa bonne, Bébé roi des policiers, Bébé se noie, Bébé s'habille tout seul, Bébé soigne son père, Bébé trouve un portefeuille, Bébé veut payer ses dettes, Bébé victime d'une erreur judiciaire, Bébé voyage, Bébé, Bout de Zan et le voleur, Bout de Zan revient du cirque, C'est Bébé qui boit le muscat, Les Chefs-d'œuvre de Bébé, y Napoléon, Bébé et les cosaques
- 1912 : La Cassette de l'émigrée, de Louis Feuillade
- 1912 : Le Petit Poucet, de Louis Feuillade
- 1913 : Les Ananas / La Culture des ananas, de Louis Feuillade
- 1913 : Serie de Bébé, de Louis Feuillade : Bébé en vacances, Bébé se venge
- 1934 : Sidonie Panache, de Henry Wulschleger
- 1935 : Le Train de huit heures quarante-sept, de Henry Wulschleger
- 1936 : Hélène, de Jean-Benoît Lévy
- 1936 : À nous deux, madame la vie, de Yves Mirande y René Guissart
- 1937 : Nostalgie, de Victor Tourjansky
- 1937 : Le Mensonge de Nina Petrovna, de Victor Tourjansky
- 1938 : Le Révolté, de Léon Mathot
- 1938 : Un fichu métier, de Pierre-Jean Ducis
- 1938 : S.O.S. Sahara, de Jacques de Baroncelli
- 1938 : Une femme a menti, de André Hugon
- 1939 : Le Café du port, de Jean Choux
- 1939 : Nord-Atlantique, de Maurice Cloche
- 1939 : Sidi Brahim, de Marc Didier
- 1939 : Moulin Rouge, de André Hugon
- 1941 : Mélodie pour toi, de Willy Rozier
- 1942 : Forte tête, de Léon Mathot
- 1942 : Port d'attache, de Jean Choux
- 1942 : À la belle frégate, de Albert Valentin
- 1942 : Huit hommes dans un château, de Richard Pottier
- 1943 : Le Carrefour des enfants perdus, de Léo Joannon
- 1943 : Après l'orage, de Pierre-Jean Ducis
- 1944 : Bifur 3, de Maurice Cam
- 1946 : 120, rue de la Gare, de Jacques Daniel-Norman
- 1947 : Le Fugitif, de Robert Bibal
- 1948 : Le Diamant de cent sous, de Jacques Daniel-Norman
- 1948 : Cité de l'espérance, de Jean Stelli
- 1949 : L'Inconnue n°13, de Jean-Paul Paulin
- 1949 : Suzanne et ses brigands, de Yves Ciampi
- 1949 : Un certain monsieur, de Yves Ciampi
- 1949 : Cinq tulipes rouges, de Jean Stelli
- 1950 : L'Inconnue de Montréal, de Jean Devaivre
- 1954 : Touchez pas au grisbi, de Jacques Becker
- 1956 : La notte del grande assalto, de Giuseppe Maria Scotese
- 1957 : L'Or de Samory, de Jean Alden-Delos
- 1958 : Péché de jeunesse, de René Thévenet y Louis Duchesne
- 1959 : Y'en a marre, de Yvan Govar
- 1960 : Les Mordus, de René Jolivet
- 1960 : Los amores de Hércules, de Carlo Ludovico Bragaglia
- 1961 : La Peau et les Os, de Jean-Paul Sassy y Jacques Panijel
- 1961 : De quoi tu te mêles Daniela, de Max Pécas
- 1961 : Napoléon II, l'Aiglon, de Claude Boissol
- 1962 : Jusqu'à plus soif, de Maurice Labro
- 1962 : Règlements de comptes, de Pierre Chevalier
- 1964 : Passeport diplomatique, agent K.8, de Robert Vernay
- 1965 : Piège pour Cendrillon, de André Cayatte
- 1966 : Le Feu de dieu, de Georges Combret
- 1966 : L'Horizon, de Jacques Rouffio
- 1967 : Les Risques du métier, de André Cayatte
- 1968 : Goto, l'île d'amour, de Walerian Borowczyk

### Televisión
- 1959 : Les Cinq Dernières Minutes (episodio On a tué le mort), de Claude Loursais
- 1963 : Mon oncle Benjamin, de René Lucot
- 1963 : La Route, de Pierre Cardinal
- 1965 : Le Théâtre de la jeunesse : Sans-souci ou Le Chef-d'œuvre de Vaucanson, de Albert Husson, dirección de Jean-Pierre Decourt
- 1965 : Belphégor ou le Fantôme du Louvre, de Claude Barma
- 1968 : Les Cinq Dernières Minutes (episodio Les Enfants du faubourg), de Claude Loursais
- 1968 : Eugénie Grandet, de Alain Boudet
- 1968 : Les Compagnons de Baal, de Pierre Prévert
- 1972 : Pot-Bouille, de Yves-André Hubert
- 1974 : Une affaire à suivre, de Alain Boudet

## Teatro
- 1937 : Trois Valses, de Léopold Marchand y Albert Willemetz, escenografía de Pierre Fresnay, Théâtre des Bouffes-Parisiens
- 1943 : L'École des faisans, de Paul Nivoix, Teatro de l'Avenue
- 1960 : La Logeuse, de Jacques Audiberti, escenografía de Pierre Valde, Teatro de l'Œuvre
- 1962 : Le Temps des cerises, de Jean-Louis Roncoroni, escenografía de Yves Robert, Teatro de l'Œuvre
- 1965 : À travers le mur du jardin, de Peter Howard, escenografía de Marc Gassot, Teatro Verlaine
- 1965 : La verdad sospechosa, de Pedro Antonio de Alarcón, escenografía de Marie-Claire Valène, Festival de Montauban